# Turów Zgorzelec
Koszykarski Klub Sportowy Turów Zgorzelec SA (PGE Turów Zgorzelec) – polski klub koszykarski z siedzibą w Zgorzelcu. W klubie istnieją męskie sekcje koszykówki w kategorii: młodzików, kadetów, juniorów oraz seniorów.

## Historia
Początki klubu sięgają 1948 roku, gdy kierownictwo Kopalni w Bogatyni założyło KS „Górnik” Turoszów z jedną wówczas sekcją piłki nożnej. Po trzech latach powstała sekcja tenisa. W 1961 roku zmienił on nazwę na Klub Sportowy „Turów”. 10 czerwca 1964 roku założona została sekcja „Żeglarska, Motorowodna i Płetwonurków”. W 1964 roku w klubie powstała sekcja koszykówki mężczyzn. Rok później klub przeniósł swoją siedzibę do Zgorzelca. Największe talenty zgorzeleckiej koszykówki – Mieczysława Młynarskiego i Jerzego Binkowskiego, odkrył legendarny trener Turowa Jan Gruca. W roku 1978 klub awansował do ekstraklasy, gdzie występował jedynie przez jeden sezon.
W przeszłości w „Klubie Sportowym Turów Zgorzelec” obok sekcji koszykówki męskiej istniały jeszcze dwie inne: bokserska i żeglarska. Klub odnosił sukcesy szczególnie w ramach sekcji koszykarskiej i bokserskiej. Jednak ta ostatnia została zlikwidowana w latach 90.
Przed sezonem 2003/2004 pojawiła się możliwość wykupienia tzw."dzikiej karty” uprawniającej do występów w ekstraklasie. Jednak klub, mimo że posiadał odpowiednie fundusze, nie przyjął takiej propozycji argumentując to, że chce wywalczyć awans na drodze sportowej. Dokonał tego właśnie w 2004 roku – wywalczył mistrzostwo I ligi i uzyskał awans do ekstraklasy.
14 lipca 2006 roku klub zmienił osobowość prawną – Nadzwyczajne Walne Zebrania Członków KS Turów Zgorzelec dokonało wyłączenia ze struktur stowarzyszenia sekcji koszykówki i utworzenia na jej bazie spółki akcyjnej. Sekcję koszykówki przejął „KKS Turów Zgorzelec S.A.”, natomiast sekcja żeglarska pozostała przy macierzystym klubie – stowarzyszeniu „Klub Sportowy Turów w Zgorzelcu”. Zarząd klubu jest jednoosobowy – prezesem KKS Turów Zgorzelec S.A. został Arkadiusz Krygier, który zastąpił na tym stanowisku wieloletniego prezesa Zbigniewa Kamińskiego. Przewodniczącym Rady Nadzorczej klubu został właśnie Zbigniew Kamiński, który jednak w marcu 2007 roku zrezygnował z tej funkcji, po 21 latach pracy w klubie.
W dniu 19 września 2007 roku została podpisana umowa pomiędzy „KKS Turów Zgorzelec S.A.”, a Polskimi Sieciami Elektroenergetycznymi S.A. Na jej mocy PSE stały się sponsorem strategicznym klubu, a zespół w rozgrywkach będzie występował jako „PGE Turów Zgorzelec”. Klub i cały Zgorzelec poniósł wielką stratę w dniu 18 stycznia 2008 – wówczas na zawał serca zmarł Zbigniew Kamiński, wieloletni prezes KS Turowa Zgorzelec.
Od sezonu 2006/2007 zgorzelecki klub wystąpił w sześciu finałach ekstraklasy oraz w latach 2007–2012 występował w rozgrywkach ULEB Cup/EuroCup. W latach 2012–2014 występował na parkietach Zjednoczonej Ligi VTB.
W sezonie 2013/2014 zespół Turowa ponownie zagrał w finale Tauron Basket Ligi i po walce pokonał drużynę Stelmetu Zielona Góra 4:2 zdobywając pierwsze w historii klubu Mistrzostwo Polski.
- 2018 – Upadek i zakończenie rozgrywek w Polskiej Lidze Koszykówki (PLK)
- 2018 – Reaktywacja [2 liga]
- 2019 – występy w III lidze polskiej w koszykówce mężczyzn
- 2019/2021 – występy w II lidze polskiej w koszykówce mężczyzn

## Znani wychowankowie
- Jerzy Binkowski
- Mirosław Boryca
- Mirosław Kabała
- Mieczysław Młynarski
- Krzysztof Roszyk
- Tomasz Zabłocki
- Bartosz Bochno

## Osiągnięcia
Międzynarodowe
- 2015 – TOP 16 Pucharu Europy
- 2008 – Final Eight Pucharu ULEB
- 2014 – Faza grupowa Euroligi

Krajowe
- Mistrzostwa Polski:

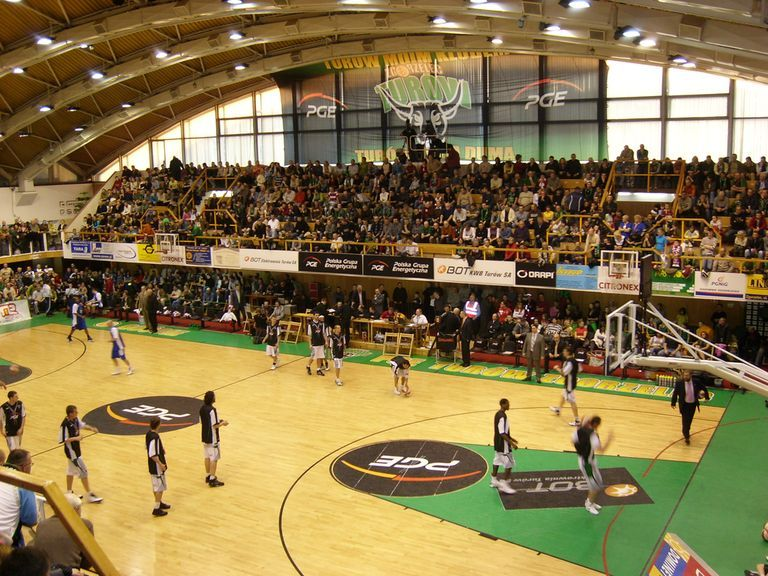
Hala „Centrum Sportowego” – mecz DBE (marzec 2008)

  -  mistrz Polski (1x): 2014,
  -  Wicemistrz Polski (6x): 2007, 2008, 2009, 2011, 2013, 2015
- Puchar Polski
  -  Finalista: 2010, 2014
- Superpuchar Polski
  -  Zdobywca: (2014)
- 2016 – 9 miejsce mistrzostw Polski
- 2012 – 4 miejsce mistrzostw Polski
- 2010 – 5 miejsce mistrzostw Polski
- 2006 – 7 miejsce mistrzostw Polski
- 2005 – 4 miejsce mistrzostw Polski
- 2004 – Mistrzostwo I ligi i awans do ekstraklasy
- 1984 – Wicemistrzostwo Polski drużyny juniorów
- 1978 – awans do I ligi (ekstraklasy), Mistrzostwo Polski drużyny juniorów
- 1977 – Mistrzostwo Polski drużyny juniorów

## Nagrody i wyróżnienia
| MVP sezonu - Thomas Kelati (2007) - David Logan (2008) - Torey Thomas (2011) - J.P. Prince (2014) - Damian Kulig (2015) MVP Finałów PLK - Filip Dylewicz (2014) MVP meczu gwiazd - Michael Wright (2010) MVP Superpucharu Polski - Michał Chyliński (2014) | Najlepszy Polski Zawodnik PLK - Damian Kulig (2015) Najlepszy Polski Debiutant PLK - Aleksander Czyż (2015) Największy Postęp PLK - David Logan (2008) - Damian Kulig (2012) Najlepszy Rezerwowy PLK - Daniel Kickert (2011, 2012) - Damian Kulig (2014, 2015) Najlepszy w obronie PLK - Andrés Rodríguez (2007) Najlepszy Trener PLK - Sašo Filipovski (2007, 2008) - Jacek Winnicki (2011) - Miodrag Rajković (2013) - Wojciech Kamiński (2015) | I skład PLK - Thomas Kelati (2007) - David Logan (2008) - Michael Wright (2010) - Torey Thomas (2011) - Konrad Wysocki (2011) - Michał Chyliński (2013) - J.P. Prince (2014) - Damian Kulig (2014, 2015) |

| Uczestnicy meczu gwiazd pl – mecz gwiazd – reprezentacja Polski vs gwiazdy PLK NBL – mecz gwiazd PLK vs NBL rozgrywany w latach 2013–2014 - Radosław Hyży (2006) - Andrzej Pluta (2006) - Robert Witka (2007, 2009, 2009-pl, 2010-pl) - Thomas Kelati (2007, 2008) - Łukasz Koszarek (2007) - David Logan (2008) - Andrés Rodríguez (2008) - Chris Daniels (2009) - Krzysztof Roszyk (2009, 2009-pl) - Michael Wright (2010, 2010-pl) | - Torey Thomas (2011) - Ivan Koljević (2011) - Marko Brkić (2011) - Konrad Wysocki (2012) - Daniel Kickert (2012) - Aaron Cel (2013-NBL) - Michał Chyliński (2010-pl, 2013–NBL) - Damian Kulig (2014-NBL) - J.P. Prince (2014-NBL) - Damir Miljković (2009-pl) - Marcin Stefański (2009-pl) - Justin Gray (2010-pl) |

| Uczestnicy konkursu wsadów PLK NBL – mecz gwiazd PLK vs NBL rozgrywany w latach 2013–2014 - David Logan (2008) - Aaron Cel (2013-NBL) | Uczestnicy konkursu rzutów za 3 punkty PLK pogrubienie – oznacza zwycięzcę konkursu - Andrzej Pluta (2006) - Iwo Kitzinger (2008) - Thomas Kelati (2008) - Ivan Koljević (2011) - Michał Chyliński (2013-NBL) - Damian Kulig (2014-NBL) | Konkurs Shooting Stars - Michał Chyliński (2013-NBL) |

## Hala
24 listopada 2014 r. otwarto nowy obiekt przy ul. Lubańskiej 9a w Zgorzelcu, który zastąpił starą halę na ul. Maratońskiej 2.

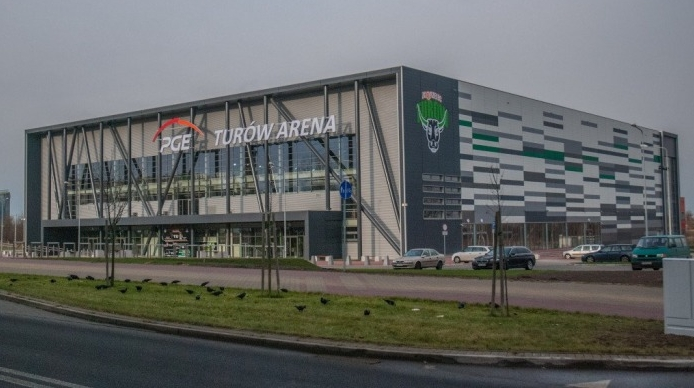
Hala widowiskowo-sportowa przy ulicy Lubańskiej

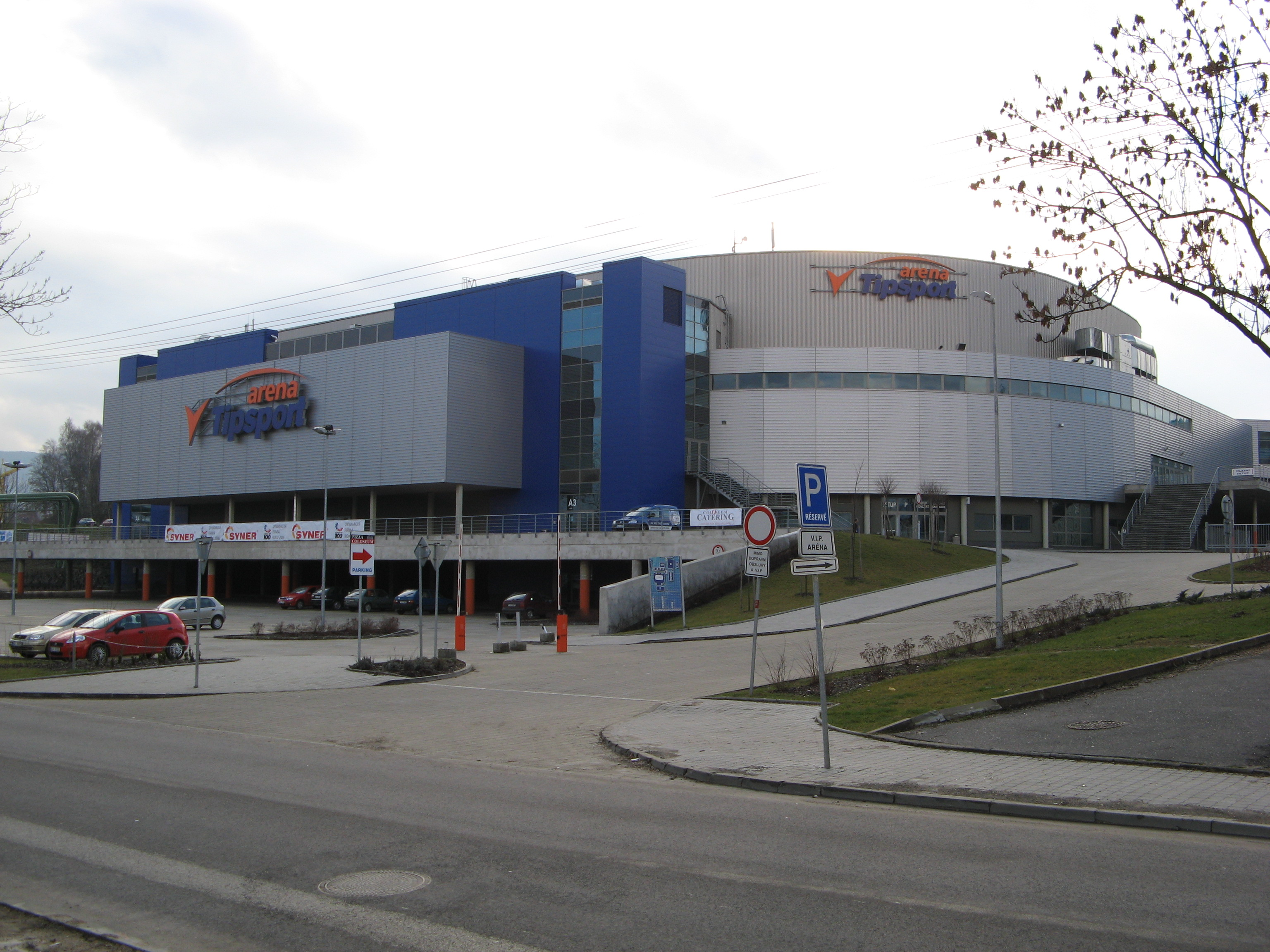
Tipsport Arena (Liberec) – miejsce rozgrywek ULEB Cup oraz Eurocup w latach 2007–2009

### PGE Turów Arena
Hala widowiskowo-sportowa
ul.Lubańska 9a

59-900 Zgorzelec
- pojemność: ok. 3500 miejsc siedzących
- rok powstania: 2014

Centrum Sportowe (PLK do 2014 r.)

ul.Maratońska 2

59-900 Zgorzelec
- pojemność: ok. 1400 miejsc siedzących
- projekt architektoniczny: Wojciech Zabłocki
- rok powstania: 1986

Hala MOSiR w Zielonej Górze (Eurocup 2010–2014)

Sulechowska 41

65-022 Zielona Góra
- pojemność: ok. 5000 miejsc
- rok powstania: 2010

Tipsport Arena (Eurocup 2007−2010)

Liberec, Czechy
- pojemność: ok. 7500 miejsc siedzących
- rok powstania: 2005

## Władze klubu
- Zarząd:
  - Jerzy Stachyra (Prezes Zarządu)
- Rada Nadzorcza
  - Józef Kozłowski - Przewodniczący
  - Magdalena Sidorowicz - Wiceprzewodnicząca
  - Stanisław Sterkowicz - Sekretarz
  - Tomasz Strykowski
  - Dawid Szymaniak

## Kadra
Sezon 2017/2018

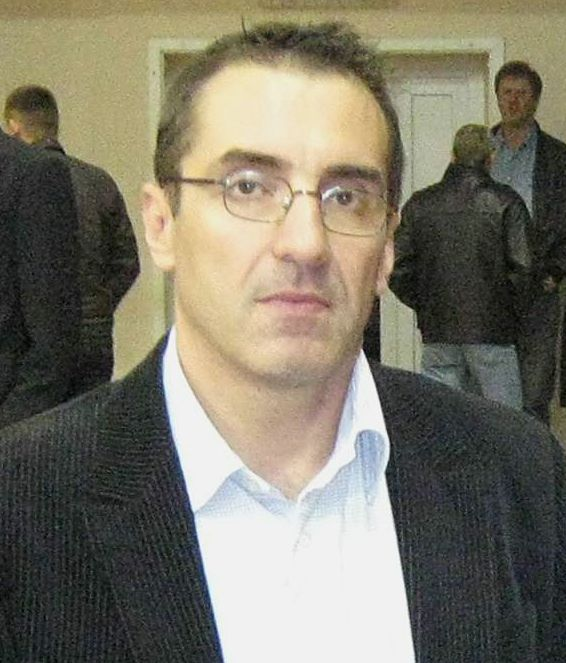
Jacek Winnicki – trener zespołu w latach 2010–2012

Stan na 18 marca 2018, na podstawie.
| Nr | Poz. | Nar.              | Nazwisko i imię     | Data urodzenia | Wzrost | Masa ciała |
| -- | ---- | ----------------- | ------------------- | -------------- | ------ | ---------- |
| 00 | SG   | Polska            | Koelner, Jakub      | 1993-07-14     | 183 cm |            |
| 5  | PG   | Stany Zjednoczone | Camphor, Roderick   | 1992-03-10     | 191 cm |            |
| 6  | G/F  | Polska            | Jarecki, Jacek      | 1988-08-20     | 196 cm |            |
| 9  | SG   | Polska            | Lichnowski, Michał  | 1996-07-20     | 189 cm |            |
| 13 | PF   | Polska            | Borowski, Kacper    | 1994-05-02     | 205 cm |            |
| 14 | SF   | Polska            | Patoka, Jakub       | 1994-02-02     | 200 cm |            |
| 15 | C    | Litwa             | Petrukonis, Karolis | 1987-05-18     | 210 cm |            |
| 19 | G/F  | Polska            | Bochno, Bartosz     | 1988-03-13     | 193 cm |            |
| 21 | F    | Serbia            | Balmazović, Stefan  | 1989-05-28     | 199 cm |            |
| 22 | PG   | Polska            | Wielgus, Sebastian  | 2001-10-12     | 185 cm |            |
| 33 | PG   | Polska            | Skibniewski, Robert | 1983.07.19     | 182 cm |            |
| 42 | G/F  | Stany Zjednoczone | Ayers, Cameron      | 1991-09-18     | 193 cm |            |
| 46 | C    | Stany Zjednoczone | Waldow, Bradley     | 1991-12-30     | 205 cm |            |

Trener:  Michael Claxton
 Asystenci: Mirosław Kabała
W trakcie sezonu odeszli: Myles Mack (13.11.2017), Mathias Fischer (trener – 28.11.2017), Francis Han (30.11.2017)

W trakcie sezonu przyszli: Robert Skibniewski (26.02.2018)
- Mathias Fischer (trener)
- Michael Claxton (asystent trenera)
- Mirosław Kabała (asystent trenera/trener zespołu rezerw)
- Maciej Żmijewski (fizjoterapeuta zespołu)
- Leszek Grzyb (kierownik drużyny)

## Obcokrajowcy
Stan na 13 października 2018.

- Aleksandar Avlijas  (2004–2005)
- Charles Bennett  (2004–2005)
- Maris Laksa  (2004–2006)
- Jure Lozancić  (2004–2005)
- Sebastian Machowski  (2004–2005)
- Yann Mollinari  (2004–2006)
- Chris Young  (2004–2005)
- Brandun Hughes  (2004–2005)
- Ernest Brown  (2005−2006)
- Tony Mitchell  (2005−2006)°
- Kevinn Pinkney  (2005−2006)°
- Srdjan Subotić  (2005−2006)
- Michael Ansley  (2005−2006)³
- Alvin Cruz  (2005−2006)
- Daryl Greene  (2005−2006)
- Janavor Weatherspoon  (2005−2006)
- Vlado Pasalić  (2006–2007)
- Dragiša Drobnjak  (2006–2009)
- Thomas Kelati  (2006–2008)¹
- Slobodan Ljubotina  (2006–2008)
- Vjeko Petrović  (2006–2008)
- Andrés Rodríguez / (2006–2008)
- Scooter Sherrill  (2006–2007)
- Andrej Štimac  (2006–2007)
- Lance Williams  (2006–2007)
- Marin Han  (2007–2008)
- David Logan  (2007–2008)²
- Harding Nana  (2007–2008)
- Marko Šćekić  (2007–2008)
- Darian Townes  (2008–2009)
- Bryan Bailey  (2008–2009)
- Donald Copeland  (2008–2009)
- Chris Daniels  (2008–2009)
- Tyus Edney  (2008–2009)³
- Alex Harris  (2008–2009)
- Damir Miljković  (2008–2009)
- Gorjan Radonjić  (2008–2009)
- John Turek  (2008–2009)
- Willie Deane  (2009–2010)
- T.J. Thompson  (2009–2010)
- Nejc Glavas  (2009–2010)
- Justin Gray  (2009–2010)
- Chris Johnson  (2009–2010)°
- Jarryd Loyd  (2009–2010)
- Brandon Wallace  (2009–2010)
- Michael Wright  (2009–2010)
- Konrad Wysocki / (2009–2012)
- Aleksandr Rındin  (2009–2010)
- Marko Brkić  (2010–2011)
- David Jackson  (2010–2013, 2016–2017)
- Daniel Kickert  (2010–2012)
- Ivan Koljević  (2010–2011)
- Michael Kuebler  (2010–2011)
- Torey Thomas  (2010–2011)
- Ivan Žigeranović  (2010–2011, 2012-2015)
- John Edwards  (2011–2012)
- Aaron Cel / (2011–2013)
- Giedrius Gustas  (2011–2012)
- Dallas Lauderdale  (2011–2012)
- Arthur Lee  (2011–2012)
- Ronald Moore  (2011–2012)
- Vukašin Aleksić  (2012–2013)
- Robert Lewandowski  (2012–2013)
- Đorđe Mićić  (2012–2013)
- Ivan Opačak  (2012–2013)
- Russell Robinson  (2012–2013)
- Kyle Barone  (2013–2014)
- Nemanja Jaramaz  (2013–2015)
- Denis Krestinin  (2013–2014, 2015–2016)
- Uroš Nikolić  (2013–2015, 2016–2017)
- J.P. Prince  (2013–2014)
- Tony Taylor  (2013–2015)
- Mardy Collins  (2014–2015)³
- Vlad-Sorin Moldoveanu  (2014–2015)
- Kyryło Natiażko  (2014–2015)
- Chris Wright  (2014–2015)³
- Kirk Archibeque  (2015–2016)
- Daniel Dillon  (2015–2016)
- Damontre Harris  (2015–2016)
- Jovan Novak  (2015–2016)
- Cameron Tatum  (2015–2016)
- Denzell Erves  (2016–2017)
- Demond Carter  (2016–2017)
- Denys Jakowlew  (2016–2017)
- Myles Mack  (2017)
- Paul Egwuonwu  (2017)
- Francis Han // (2017)
- Cameron Ayers  (2017–2018)
- Stefan Balmazović  (2017–2018)
- Brad Waldow  (2017–2018)
- Roderick Camphor  (2017–2018)
- Karolis Petrukonis  (2017–2018)

¹ – otrzymał polskie obywatelstwo 22 lipca 2010

² – otrzymał polskie obywatelstwo w lipcu 2009

³ – zawodnik z wcześniejszym doświadczeniem z NBA

° – zawodnik, który trafił do NBA na późniejszym etapie swojej kariery